# 滨湖比尔斯多夫
滨湖比尔斯多夫是德国莱茵兰-普法尔茨州的一个市镇。总面积3.22平方公里，总人口557人，其中男性271人，女性286人（2011年12月31日），人口密度173人/平方公里。